# 黃山小學
黃山小學（抗戰遺孤學校）位於重慶市南岸區黃山，文物遺址年代為1938--1945年。2013年3月5日列為第七批全國重點文物保護單位。連戰先生曾在該校就讀。